# Humerusfraktur

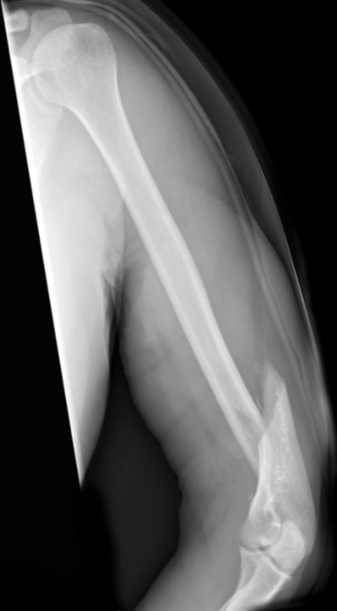
Spiralförmige Humerusschaftfraktur

Als Humerusfraktur werden Brüche des Oberarmknochens bezeichnet.
Je nach anatomischer Lage des Bruches finden sich große Unterschiede hinsichtlich der klinischen Symptome, der erforderlichen Behandlung und des funktionellen Ergebnisses. Grundsätzlich werden daher drei Lokalisationen unterschieden:
- Proximale Humerusfraktur: Brüche des Oberarmkopfes, des Oberarmhalses (subcapitale Humerusfraktur) und des Überganges vom Hals- in den Schaftbereich.
- Humerusschaftfraktur: Brüche des Oberarmschaftes.
- Distale Humerusfraktur: Brüche im Bereich des Ellenbogengelenks, also Brüche oberhalb (supracondylär) der oder durch die Oberarmknorren (Condylen) mit und ohne direkte Gelenkbeteiligung.